# Harpactea christae
Harpactea christae là một loài nhện trong họ Dysderidae.
Loài này thuộc chi Harpactea. Harpactea christae được miêu tả năm 1991 bởi Robert Bosmans & Beladjal.